# K.u.k. gemeinsame Ministerien
Als gemeinsame Ministerien bzw. österreichisch-ungarische Ministerien wurden die drei Ministerien Österreich-Ungarns bezeichnet, die im Sinn einer Realunion nach dem Österreichisch-Ungarischen Ausgleich von 1867 für die definierten gemeinsamen Angelegenheiten beider Reichshälften zuständig waren. Sie wurden als  k.u.k. (kaiserlich und königlich) bezeichnet; „kaiserlich“ stand für den verbliebenen Teil des Kaisertums Österreich, nunmehr offiziell die im Reichsrat vertretenen Königreiche und Länder und kurz Cisleithanien oder Österreich genannt, „königlich“ stand für die Länder der ungarischen Krone, kurz Transleithanien oder Ungarn genannt.
Mit dem Ausgleich, der 1867 in der cisleithanischen Dezemberverfassung (speziell im Delegationsgesetz) und in gleichlautenden transleithanischen Gesetzesartikeln kodifiziert wurde, entstanden statt des bisherigen Einheitsstaates zwei Staaten (in Cisleithanien oft „Reichshälften“ genannt), die ihre inneren Angelegenheiten selbstständig regelten. Der Kompromiss zwischen Franz Joseph I. und Ungarn hielt aber fest, dass Außenpolitik und Kriegswesen als Prärogative des Monarchen von k.u.k. Ministerien zu verwalten waren und dass die Finanzierung beider Bereiche ebenfalls durch ein k.u.k. Ministerium zu besorgen war. (Die k.u.k. Kriegsmarine, im Kriegsministerium verwaltet,  strebte später ein eigenes, gemeinsames Marineministerium an; die Vertreter Ungarns stimmten diesem Vorschlag aber nicht zu.)
Als Ministerien beider Reichshälften wurden in den Delegationsgesetzen Cis- und Transleithaniens folgende festgelegt (der Begriff Delegation bedeutete hier, dass eine Materie, die ein Staat normalerweise allein zu regeln hatte, an eine überstaatliche Instanz delegiert wurde):
- das Ministerium des kaiserlichen und königlichen Hauses und des Äußern, dessen Leiter gleichzeitig als Vorsitzender des gemeinsamen Ministerrats fungierte, wenn der Monarch den Vorsitz nicht selbst führte
- das Reichskriegsministerium, ab 20. September 1911 k.u.k. Kriegsministerium
- das Reichsfinanzministerium, ab 14. Juli 1903 gemeinsames Finanzministerium, nur zur Finanzierung von Außenpolitik, gemeinsamem Heer und Kriegsmarine bestimmt

Die drei gemeinsamen Minister wurden in Fühlungnahme mit, aber ohne offiziellen Vorschlag der beiden Ministerpräsidenten vom Kaiser und König bestellt und enthoben. Dem Kaiser und König war es verfassungsmäßig nicht gestattet, gemeinsame Minister zusätzlich zu cisleithanischen oder transleithanischen Ministern zu ernennen.
Die drei gemeinsamen Minister bildeten mit den Ministerpräsidenten beider Reichshälften den Ministerrat für gemeinsame Angelegenheiten. Diesem saß der Außenminister vor. Der Generalstabschef des gemeinsamen Heeres nahm meist teil. In wichtigen Fällen übernahm der Monarch selbst nach seinem Ermessen den Vorsitz.
Die rechtliche Basis für die drei gemeinsamen Ministerien endete am 31. Oktober 1918. Mit diesem Datum schied das Königreich Ungarn mit Zustimmung des Monarchen aus der Realunion mit dem kaiserlichen Österreich aus, die dadurch zu einer Personalunion wurde. Diese endete durch die Verzichtserklärung, die Karl I./IV. als Monarch am 11. November 1918 (für Österreich) bzw. am 13. November 1918 (für Ungarn) abgab.